# Saint-Pierre-à-Champ
Saint-Pierre-à-Champ era una comuna francesa situada en el departamento de Deux-Sèvres, de la región de Nueva Aquitania, que en 1973 pasó a ser una comuna asociada de la comuna de Cersay.

## Historia
El 1 de enero de 2017 pasó a ser una comuna delegada de la comuna nueva de Val-en-Vignes al fusionarse con las comunas de Cersay, Bouillé-Saint-Paul y Massais.

## Demografía
| Gráfica de evolución demográfica de Saint-Pierre-à-Champ entre 1800 y 1968 |
|                                                                            |

Los datos demográficos contemplados en este gráfico de la comuna de Saint-Pierre-à-Champ se han cogido de 1800 a 1968 de la página francesa EHESS/Cassini.